# ネゲイラ・デ・ムニス

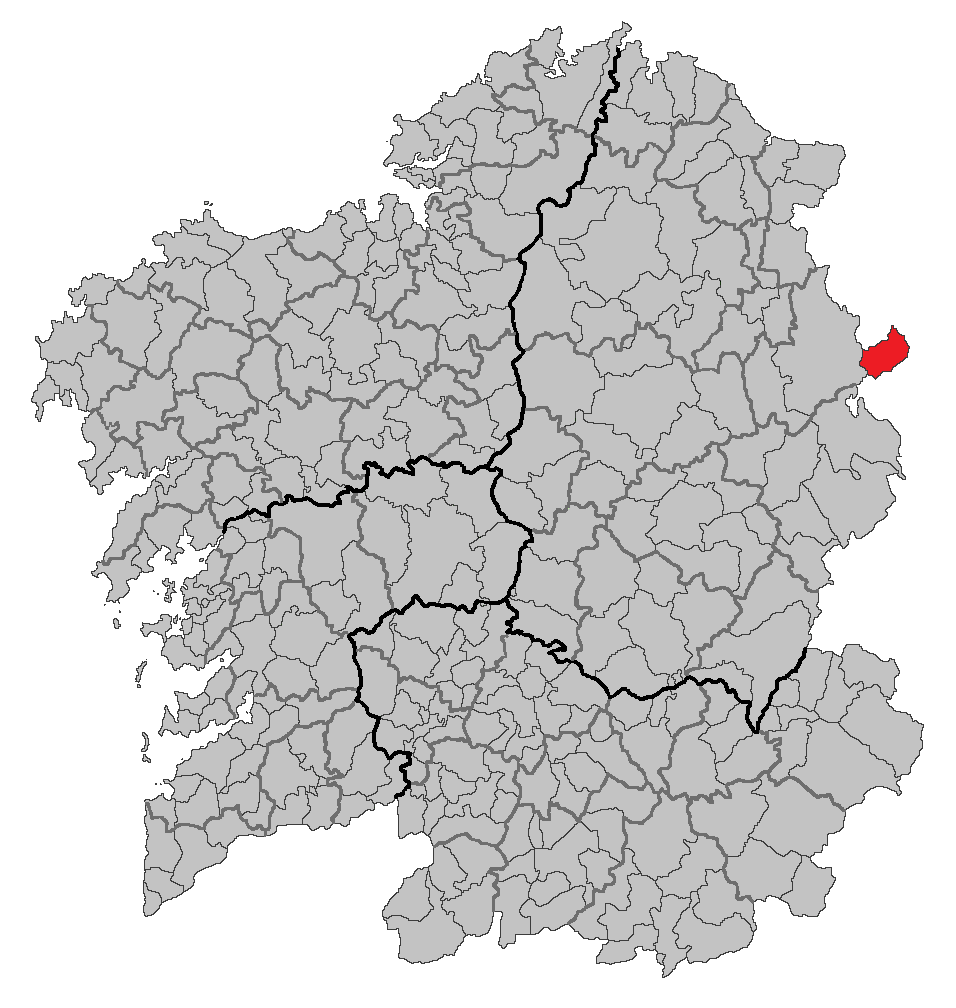

ネゲイラ・デ・ムニス（Negueira de Muñiz）は、スペイン、ガリシア州、ルーゴ県の自治体、コマルカ・ダ・フォンサグラーダに属する。ガリシア統計局によれば2010年の人口は207人。
ガリシア語話者の自治体人口に占める割合は91.30%（2001年）。

## 地理
ネゲイラ・デ・ムニスはルーゴ県の東部に位置し、コマルカ・ダ・フォンサグラーダに属する。北東南の三方はアストゥリアス州に接し、西はア・フォンサグラーダと接している。自治体中心地区はネゲイラ教区のネゲイラ地区。

### 人口
| ネゲイラ・デ・ムニスの人口推移 1930－2010               |
|                                                         |
| 出典:INE（スペイン国立統計局）1900年 - 1991年、1996年 - |

## 政治
自治体評議員は、ガリシア社会党：4、ガリシア国民党（PPdeG）：1となっている（2011年5月22日の自治体選挙の結果、得票順）。
| 2007年5月27日の自治体選挙 |        |        |            |
| 政党                      | 得票数 | 得票率 | 獲得議員数 |
| PSdeG-PSOE                | 96     | 52.46% | 4          |
| BNG                       | 81     | 44.26% | 1          |

| 2011年5月22日の自治体選挙 |        |        |            |
| 政党                      | 得票数 | 得票率 | 獲得議員数 |
| PSdeG-PSOE                | 90     | 49.45% | 4          |
| PPdeG                     | 59     | 32.42% | 1          |
| BNG                       | 27     | 14.84% | 0          |

## 教区
ネゲイラ・デ・ムニスは6の教区に分けられる。太字は自治体中心地区のある教区。
- バルセーラ（サン・ミゲル）
- マレンテス（サンタ・マリーア・マダネーラ）
- ネゲイラ（サン・サルバドール）
- オウビアーニョ（サンティアーゴ）
- リオ・デ・ポルト（サン・ブライス・ダ・バルケイリーア）
- サン・ペドロ・デ・エルネス（サン・ペドロ）